# Eve (rapper)
Eve Jihan Cooper, született Jeffers (Philadelphia, 1978. november 10. –), művésznevén Eve Grammy-díjas amerikai rapper, énekesnő, dalszerző és színésznő.
1999-es debütáló nagylemeze, a  Let There Be Eve...Ruff Ryders' First Lady a Billboard 200 első helyéig jutott, ezzel a harmadik női rapper lett akinek ez sikerült. 2001-es Scorpion című albuma szintén sikeres lett, ezen szerepel a "Let Me Blow Ya Mind" című duett Gwen Stefanival, amely világszerte számos kislemezlistára felkerült, és amely az első díjazott dal lett a frissen alapított Grammy-díj a legjobb dallamos rapteljesítményért kategóriában. 2002-es Eve-Olution című nagylemeze szintén a legjobb 10 közé jutott a Billboard 200 listán, a "Gangsta Lovin'" című dal pedig 2. lett a Hot 100-as listán. 2005-ben szintén Gwen Stefanival közösen jelent meg a "Rich Girl" című dal, amely platina besorolást kapott a RIAA-tól és Grammy-díjra is jelölték. Színésznőként leginkább a Birkanyírás vígjáték-trilógiából ismert.

## Diszkográfia

### Stúdióalbumok
- Let There Be Eve...Ruff Ryders' First Lady (1999)
- Scorpion (2001)
- Eve-Olution (2002)
- Lip Lock (2013)